# NGC 1167
NGC 1167 je čočková galaxie a Seyfertova galaxie typu II s aktivím jádrem v souhvězdí Persea. Její zdánlivá jasnost je 12,4m a úhlová velikost 3,3′ × 2,3′. Je vzdálená 225 milionů světelných let. Galaxii objevil 13. září 1784 William Herschel.